# دویکا (بازیگر)
دویکا دوادوس (انگلیسی: Devika; ۲۵ آوریل ۱۹۴۳ – ۲ مهٔ ۲۰۰۲)بازیگر هندی بود که در سینمای تامیل، تالیوود و نیز تعداد معدودی فیلم در کمپانی فیلم‌سازی هندی، کنادا، مالایالم نقش آفرینی کرد. او در دههٔ ۱۹۶۰ یک هنرپیشه طراز اول محبوب بود.
دویکا نوه راگوپاتی ونکایا نایدو، پیشگام و پیشکسوت تالیوود است. یکی از عموهای او، شهردار چنای بود. کاناکا، بازیگر فیلم، دختر او است.

## فیلم شناسی
برخی از فیلم‌های زیادی که او در آنها نقش آفرینی کرده‌است:
تامیل
- من هم کارگرم (۱۹۸۶)
- حقیقت (۱۹۷۶)[۱]
- زنی مثل این (۱۹۷۴)[۲]
- برادران عزیز (۱۹۷۳)
- مادر ولانکانی (۱۹۷۱)
- رابطه مقدس (۱۹۶۸)[۳]
- سوگند سرسوتی (۱۹۶۶)[۴]
- صلح (۱۹۶۵)[۵]
- آسمان آبی (۱۹۶۵)[۶]
- پازانی (۱۹۶۵)
- موتو چموش (۱۹۶۴)[۷]
- کارنان (۱۹۶۴)[۸]
- فرمان پروردگار (۱۹۶۴)[۹]
- قلب هرگز فراموش نمی‌کند (۱۹۶۳)[۱۰]
- تو در قلب منی (۱۹۶۳)[۱۱]
- شور خوشبختی (۱۹۶۳)[۱۲]
- چکاوک (۱۹۶۳)[۱۳]
- خانه مادر (۱۹۶۳)[۱۴]
- معبدی در قلب (۱۹۶۲)[۱۵]
- خویشاوندی (۱۹۶۲)[۱۶]
- تحمل بار مسئولیت (۱۹۶۲)[۱۷]